# Crocus carpetanus
Crocus carpetanus là một loài thực vật có hoa trong họ Diên vĩ. Loài này được Boiss. & Reut. miêu tả khoa học đầu tiên năm 1842.